# Ammoniotélisme
L'ammoniotélisme, ou ammoniotélie, est le caractère des animaux qui excrètent principalement leurs déchets azotés sous forme d'ammoniac (NH3). Elle concerne surtout les animaux aquatiques, les animaux menant une vie aérienne rejetant de l'urée ou de l'acide urique,. Les anoures rejettent ainsi de l'ammoniac au stade têtard, puis de l'urée à l'état adulte.
L'ammoniotélisme n'est possible que chez les animaux aquatiques, en raison de son coût élevé en eau : il faut 500 ml d'eau pour évacuer 1 g d'ammoniac.